# Сен-Мартен (Мёрт и Мозель)
Сен-Марте́н (фр. Saint-Martin) — коммуна во французском департаменте Мёрт и Мозель региона Лотарингия. Относится к кантону Бламон.

## География
Сен-Мартен расположен в 45 км к востоку от Нанси. Соседние коммуны: Шазель-сюр-Альб и Верденаль на северо-востоке, Домевр-сюр-Везуз на востоке, Эрбевиллер на юге, Фремениль на западе, Блемре на северо-западе.

## Демография
Население коммуны на 2010 год составляло 74 человека.
| 1962 | 1968 | 1975 | 1982 | 1990 | 1999 | 2010 |
| ---- | ---- | ---- | ---- | ---- | ---- | ---- |
| 78   | 63   | 62   | 67   | 53   | 55   | 74   |

## Достопримечательности
- Церковь XVIII века.
- Часовня Нотр-Дам-де-Лоретт на древнем кладбище эпохи Меровингов. Восстановлена после 1918 года.